# Тодоровичи (Чайниче)
Тодоровичи (серб. Тодоровићи, босн. Todorovići) — населённый пункт (деревня) в общине Чайниче, который принадлежит энтитету Республике Сербской, Босния и Герцеговина. По результатам югославской переписи населения 1991 года в Тодоровичах проживало 190 человек. Деревня Тодоровичи расположена на границе с Сербией.

## Население
В населении деревни преобладают сербы, также есть очень значительное мусульманское (боснийское) меньшинство.
| 1991                           | - | - | - | - | - | - |
| ------------------------------ | - | - | - | - | - | - |
| 190                            | - | - | - | - | - | - |
| Гистограмма динамики населения |   |   |   |   |   |   |

### Национальный состав населения
на 1991 год:
- Сербы — 111 человек (58,42 %)
- Хорваты — 0 человек (0,00 %)
- Мусульмане — 79 человек (41,58 %)
- Югославы — 0 человек (0,00 %)
- Другие либо неизвестно — 0 человек (0,00 %)